# Europe 1
Europe 1 (anteriorment coneguda com a Europe n° 1) és una ràdio privada i generalista francesa propietat del grup Lagardère Active. Va ser creada el 1955 per Charles Michelson i Louis Merlin.

## Història
L'origen de l'emissora se situa just després del final de la Segona guerra mundial quan Charles Michelson rep una concessió per explotar les ràdios d'ona curta del Principat de Mònaco. Aquesta concessió, va ser no obstant això transformada en autorització per crear una canal de televisió al Principat anomenat TMC Monte Carlo. Funda, a més, la societat Image et Son.
El 1952 l'empresa de Michelson aconsegueix el monopoli de la televisió i radiodifusió a Sarre (en aquella època, Sarre, era un petit territori situat a l'est de Luxemburg i administrat per França). Neix així, Télé-Sarre i una ràdio amb capacitat per emetre a França saltant-se, d'aquesta manera, el monopoli vigent en aquest país.
L'1 de gener de 1955, Europe nº1 realitza la seva primera emissió en proves, no obstant això aquesta és interrompuda als pocs minuts a causa que la mateixa pertorba la freqüència d'altres emissores ja existents. Durant les setmanes següents, la ràdio es veu obligada a canviar diverses vegades de freqüència. Finalment, el 3 d'abril de 1955, i aprofitant l'antiga freqüència de Radio París aconsegueix emetre sense problemes en ona llarga des de la freqüència de 183 kHz utilitzant l'antena situada a Felsberg, Sarre. Als difícils inicis de l'emissora s'uneixen els greus problemes econòmics que sofreix i que porten a la fallida al seu creador. Al juliol de 1956 l'empresa passa a les mans de Sylvain Floirat i en 1959 part del capital de l'empresa s'integra en la Sofirad (una societat estatal francesa).
Malgrat tots aquests problemes, l'emissora es veu beneficiada per alguns invents de l'època com el transistor o el disc de vinil i per l'estil modern dels seus informatius.
El 1968, Europe n° 1 es guanya el sobrenom de Radio Barricades pel seu suport als manifestants durant el maig del 68. El Ministeri de l'Interior arriba a fins i tot a tallar la seva emissió (així com el d'altres ràdios perifèriques, anomenades així, per emetre des de fora del territori francès) per evitar que es pugui informar, en directe, de les manifestacions que s'estaven produint.
El 1974, es produeix la dimissió de Maurice Siegel (que portava gairebé 20 anys dirigint els serveis informatius) i d'altres membres del seu consell directiu per discrepàncies amb el flamant Valéry Giscard d'Estaing i el seu primer ministre Jacques Chirac. Jean-Luc Lagardère pren en aquest moment el comandament de la ràdio al costat de Étienne Mougeotte. Des de 1976 la ràdio es converteix en líder d'audiències per davant de RTL i de France Inter.
El 1981, l'elecció de François Mitterrand suposa més canvis en l'emissora que es tradueixen en la sortida de Étienne Mougeotte. L'obertura de la FM a les ràdios privades i la cada vegada major competència de les televisions generen un clar descens de les audiències de la mateixa que es veu obligada a transformar la seva programació tradicional per una altra més agressiva. Sorgeixen així programes com els dirigits per Coluche.
El 3 d'abril de 1986 la Sofirad ven a Jean-Luc Lagardère i a la seva empresa Hachette la seva participació en Europe 1. La ràdio queda així totalment privatitzada.
El 1995, es confirma el gradual descens d'audiència de l'emissora situant-se en el cinquè lloc del rànquing de ràdios més escoltades amb menys del 10% d'audiència. Jérôme Bellay, el fundador de France Info, es converteix en el seu director general.
A partir de 1997 revoluciona el seu format: la música, els programes d'entreteniment i els concursos són suprimits de la seva graella. Els informatius recobren el protagonisme perdut i es multipliquen els continguts interactius. L'emblemàtic carilló que marcava les hores en l'emissora és modernitzat (en 2005, sofriria una altra petita modificació).
El 8 d'abril de 2005, Jérôme Bellay és substituït en la direcció per Jean-Pierre Elkabbach.
El 18 de juny de 2008, Alexandre Bompard antic director d'esports de Canal+ succeeix a Jean Pierre Elkabbach.

## Programació destacada
- Salut les copains. Emès entre 1959 i 1969. Era un programa musical.
- Top 50. Emès entre 1984 i 1996. Era un programa musical que emetia la llista dels 50 senzills més venuts de la setmana.
- À l'air libre. Emès entre 2004 i 2008. Va ser un programa en directe on els oients podien opinar sobre temes d'actualitat.
- Comprendre (posteriorment anomenat "Connaissance"). En antena des de 2004. És un programa cultural.
- Europe Sport. En antena des de 1984. És un dels primers programes esportius en prime time dedicat a l'esport en la ràdio francesa.